# Numero ciclico
Si definisce numero ciclico quel numero di n cifre che ha le seguenti caratteristiche:
- moltiplicato per un numero da 1 a n, dà come risultato un numero che contiene le stesse cifre del numero di partenza, in ordine traslato
- moltiplicato per n+1, dà come risultato una sequenza di n cifre 9 (ovvero 10n-1).

La ciclicità è una proprietà dipendente dal sistema di numerazione utilizzato.

## Esempio

Il numero ciclico più piccolo è 142857, di n=6 cifre. È il periodo dell'espressione decimale di 1/7 = 0,142857 142857 142857 142857 ...
Le proprietà sono rispettate:
1 x 142857 = 142857
2 x 142857 = 285714
3 x 142857 = 428571
4 x 142857 = 571428
5 x 142857 = 714285
6 x 142857 = 857142
7 x 142857 = 999999
Moltiplicando per i numeri da 1 a n=6, si ottiene lo stesso numero, con le cifre traslate; moltiplicando invece per n+1=7, si ottengono n=6 cifre 9.

## Proprietà generalizzate
- Moltiplicando un numero ciclico di n cifre per un numero qualsiasi e sommando i gruppi di n cifre si ottiene nuovamente la stessa sequenza di numeri.
- Moltiplicando per un multiplo di n + 1 il risultato della somma è sempre una sequenza di n cifre 9.

Applicando tali proprietà all'esempio:
142857 * 633 = 90428481 -> 90 + 428481 = 428571
142857 * 540 = 77142780 -> 77 + 142780 = 142857
142857 * (7*55) = 54999945 -> 54 + 999945 = 999999

## Altre caratteristiche
- Un numero ciclico di n cifre può essere scomposto in gruppi di m cifre (dove m è un fattore di n) che sommati danno una serie di m 9.

Nell'esempio, il numero è di n=6 cifre, quindi si potrà applicare questa proprietà scomponendo in gruppi di 1,2 e 3 cifre (fattori di 6)
1 + 4 + 2 + 8 + 5 + 7 = 27 -> 2 + 7 = 9
14 + 28 + 57 = 99
142 + 857 = 999
- Considerando le prime due cifre di un numero ciclico, raddoppiando e sommando consecutivamente, spostando di due posti verso destra, si ottiene in successione sempre il numero ciclico:

```
14 +
  28 +
    56 + 
     112 +
       224 +
         448 +
           856 +
=
1428571428...

```

- Considerando la cifra n+1, moltiplicando per cinque e sommando consecutivamente, spostando di una cifra verso sinistra, si ottiene di nuovo il numero ciclico:

```
            7+
          35 +
        175  +
       875   +
     4375    +
   21875     +
  ..... 
 =
 ......142857

```

- I numeri ciclici sono legati ai reciproci di alcuni numeri primi: se il reciproco di un numero primo p (1/p) ha un periodo di lunghezza p-1, allora il periodo è un numero ciclico. Alcuni esempi:

| numero primo p | lunghezza periodo | 1/p                             | numero ciclico   |
| 7              | 6                 | 0,14285714285714285714285714285 | 142857           |
| 17             | 16                | 0,05882352941176470588235294117 | 0588235294117647 |

## Numeri ciclici
Se non si ammettono numeri che inizino con zero, allora 142857 è l'unico numero ciclico in base decimale. Se si ammettono zero iniziali, i più piccoli numeri ciclici sono:
- 142857 (6 cifre)
- 0588235294117647 (16 cifre)
- 052631578947368421 (18 cifre)
- 0434782608695652173913 (22 cifre)
- 0344827586206896551724137931 (28 cifre)
- 0212765957446808510638297872340425531914893617 (46 cifre)
- 0169491525423728813559322033898305084745762711864406779661 (58 cifre)
- 016393442622950819672131147540983606557377049180327868852459 (60 cifre)